# 阿列克谢·茹拉夫廖夫
阿列克謝·亞历山德羅維奇·茹拉夫廖夫（羅馬化：Aleksey Aleksandrovich Zhuravlyov；1962年6月30日—；或译作朱拉夫列夫），俄羅斯政治人物。2016年起擔任國家杜馬議員。2016年9月29日起他出任全俄政黨「祖國」的黨主席。他的觀點往往是軍國主義、鷹派和極端主義。